# ヤングくん
ヤングくん（young-kun）」は、クリエイターチーム「BLOCKBUSTER」の武藤将也によって生み出されたキャラクター。デフォルメされた無色のキャラクターで、思春期のすべての若者の象徴。

## 来歴
2006年、4コマ漫画専門モバイルサイト『4様』にてデビューしたヤングくんは、その後、モバイル、Webを中心に様々な媒体で活躍。

## プロフィール
なかなか思春期が終わらない、ピュアな妄想家。夕陽に涙するくせに、猫を見るとか
らかいたくなるのはなぜかしら。チャリンコに乗っている自分は最高にカッコイイ。
すれ違う女子の目を意識しながら、今日も秘密の近道を爆走中。

## 現在連載中の作品
- 『WEBダカーポ』「ヤングくん」
- 『SPOTLIGHT』「おはようヤングくん」
- 『BLOCKBUSTER FAN CLUB』「ヤングくん」
- 「ヤングくんのカタオモイ応援団」（ブログ）

## 過去作品
『4様』「ヤングくん」

『girlswalker』「ヤングくん」

- 『MSNメッセンジャー』「ヤングくん」

『カワィィ!（≧∇≦）デコメ』「ヤングくん」

『mixi年賀状』「ヤングくん」

## メディア紹介
『anan』2010年1月21日発行号「WEB上で活躍する人気キャラ」紹介